# Wiek sprawny
Wiek sprawny (także lata sprawne) – wiek, w którym w średniowiecznym polskim prawie zwyczajowym osiągano pełną zdolność do czynności prawnych. Zdaniem historyków wiek ten osiągano z chwilą ukończenia dwunastego (dla dziewcząt) lub piętnastego (dla chłopców) roku życia.
Osoba w tym wieku mogła samodzielnie zawrzeć ważny związek małżeński, dopełnić małżeństwo zawarte wcześniej bądź odstąpić od niego,  testować i uczestniczyć w obrocie handlowym. Młody następca tronu mógł z chwilą osiągnięcia wieku sprawnego objąć samodzielne rządy lub kontrolę nad nadanym mu terytorium. W przypadku, kiedy prawowity władca umierał, zostawiając dziedzica przed osiągnięciem wieku sprawnego, rządy w zastępstwie najczęściej obejmował najwyższy dostojnik kościelny. W wielu przypadkach powoływano nad małoletnim lub małoletnimi konsens polegający na ustanowieniu tzw. opiekuna, którym zazwyczaj zostawał członek rodu panującego. W polskiej tradycji średniowiecznej przyszły następca tronu przed osiągnięciem dwunastego roku życia miał przydzielonego opiekuna-wychowawcę.
Według prawa kanonicznego za wiek sprawny do zawarcia małżeństwa uważano 12. rok życia. W Koronie od drugiej połowy XVI wieku za wiek sprawny uważano 15. rok życia dla chłopców i 12 lat dla dziewcząt.
Nazwa pochodzi od sprawności w posługiwaniu się bronią, a genezę ma w określeniu wieku dojrzałości do samodzielnego uczestnictwa w wojnie.